# Tepus Kulon
Tepus Kulon is een bestuurslaag in het regentschap Purworejo van de provincie Midden-Java, Indonesië. Tepus Kulon telt 1294 inwoners (volkstelling 2010).